# Госткув (Свентокшиське воєводство)
Ґосткув (пол. Gostków) — село в Польщі, у гміні Бліжин Скаржиського повіту Свентокшиського воєводства.
Населення — 325 осіб (2011).
У 1975-1998 роках село належало до Келецького воєводства.

## Демографія
Демографічна структура на день 31 березня 2011 року:
|          | Загалом | Допрацездатний вік | Працездатний вік | Постпрацездатний вік |
| -------- | ------- | ------------------ | ---------------- | -------------------- |
| Чоловіки | 152     | 38                 | 102              | 12                   |
| Жінки    | 173     | 28                 | 100              | 45                   |
| Разом    | 325     | 66                 | 202              | 57                   |